# 阿里特
阿里特（法語：Arith，法語發音：[aʁit]）是法国萨瓦省的一个市镇，属于尚贝里区。

## 地理
阿里特（45°42'57"N, 6°5'3"E）面积24.27 平方千米，位于法国奥弗涅-罗讷-阿尔卑斯大区萨瓦省，该省份为法国东部省份，历史上为薩伏依的一部分，北起上萨瓦省，西接伊泽尔省和安省，南部和东部与上阿尔卑斯省和意大利接壤。
与阿里特接壤的市镇（或旧市镇、城区）包括：阿莱沃、莱什赖讷、圣弗朗索瓦德萨勒、屈西。

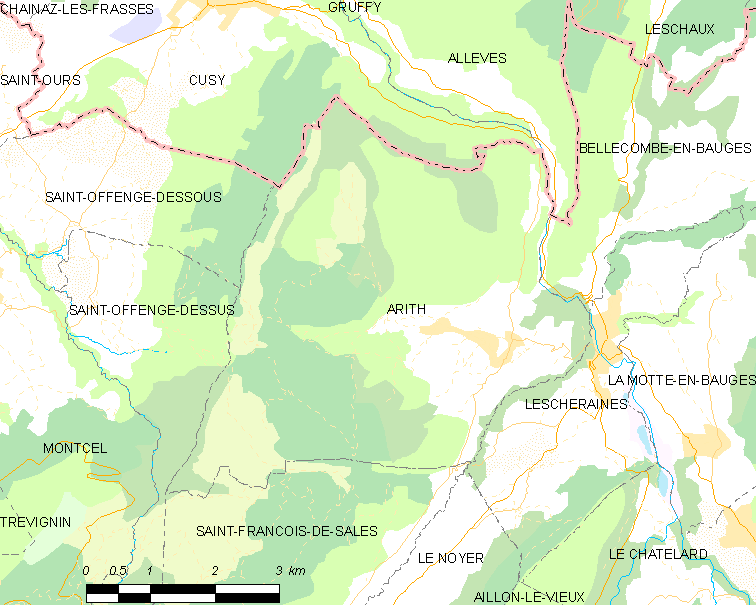
阿里特的OSM定位图

阿里特的时区为UTC+01:00、UTC+02:00（夏令时）。

## 行政
阿里特的邮政编码为73340，INSEE市镇编码为73020。

## 政治
阿里特所属的省级选区为圣阿尔邦莱斯县。

## 人口

1962-2008年间阿里特人口变化图示

阿里特于2022年1月1日时的人口数量为439人。